# Гай Норбан Флак (консул 24 пр.н.е.)
Вижте пояснителната страница за други личности с името Гай Норбан Флак.
Гай Норбан Флак (на латински: Gaius Norbanus Flaccus) e римски политик и сенатор.

## Произход и политическа кариера
Флак принадлежи към нобилитета и е син на Гай Норбан Флак, който е през 38 пр.н.е. консул и е в добри отношения с Август.
През 24 пр.н.е. Флак е консул заедно с Август. През 18/17 г. или 17/16 г. той става проконсул на провинция Азия. Освен това Флак е член на жреческата колегия на Quindecimviri sacris faciundis.

## Фамилия
Гай Флак се жени за Корнелия. Той има децата:
- Луций Норбан Балб, консул през 19 г.
- Гай Норбан Флак, консул през 15 г.
- Норбана Клара